# Máy nén khí dọc trục

Hoạt hình máy nén khí dọc trục

Máy nén khí dọc trục hay máy nén dọc trục là loại máy nén khí mà dòng lưu chất chủ yếu chạy song song trục quay. Máy nén dọc trục có lưu lượng khối lượng lớn và hiệu suất cao, nhưng độ tăng áp suất trên mỗi tầng nhỏ hơn máy nén ly tâm. Máy nén dọc trục được áp dụng rộng rãi trong các tua bin khí, đặc biệt ở các động cơ của máy bay phản lực. Các động cơ sử dụng máy nén dọc trục được gọi như là động cơ dọc trục. Hầu hết tất cả các động cơ hiện đại là loại dọc trục, ngoại trừ ở trong các máy bay trực trăng, máy nén được sử dụng là loại ly tâm vì kích thước nhỏ hơn.

## Mô tả
Máy nén dọc trục về bản chất như một tua bin hơi đảo ngược, thay vì khí áp suất cao chạy vào tua bin và làm nó quay để tạo ra năng lượng, ở máy nén, năng lượng được cấp từ nguồn bên ngoài để làm quay hệ thống và nén khí.
Một máy nén dọc trục điển hình có một rô to, nó giống như một cái quạt có các cánh viền xung quanh kế tiếp các bộ cánh tĩnh, được gọi là stator. Như ở sơ đồ minh họa, các cánh máy nén/cánh hướng thì có tiết diện tương đối phẳng. Cánh của tua bin thì có độ uốn cong đáng kể. Mỗi một cặp rô to và stato được gọi là một tầng và hầu hết các máy nén đều có nhiều tầng bố trí dọc trục. Các cánh của stator là cần thiết để đảm bảo hiệu suất hợp lý của máy nén, nếu không có các cánh này khí có thể quay cùng với cánh của rô to và giảm nhiều hiệu suất. Có một số cải tiến bằng cách thay stator bằng một bộ quạt thứ hai quay theo chiều ngược lại,tuy nhiên các thiết kế này thường quá phức tạp.
Các tầng nén sau thì nhỏ hơn tầng trước vì thể tích khí đã bị giảm xuống do bị nén ở tầng trước. Vì thế máy nén dọc trục thường có dạng hình nón, rộng nhất ở phần đầu vào. Máy nén thông thường có từ 9 đến 15 tầng.
Trong các động cơ máy bay phản lực, máy nén được cấp năng lượng từ tua bin đặt ở phần khói thoát và sử dụng một phần năng lượng này. Trong các hệ thống như vậy, máy nén sử dụng vào khoảng 60% đến 65% năng lượng của động cơ để làm việc. Điều này giải thích tại sao các động cơ phản lực không được sử dụng trong xe hơi, vì khi xe hơi ở trong tình trạng đứng yên, động cơ phản lực vẫn phải làm việc gần ở chế độ đầy tải, như thế làm giảm rất thấp hiệu suất. Trong các máy bay, thì đây không phải là vấn đề vì nó không bao giờ ở trạng thái đứng yên và động cơ của nó luôn luôn làm việc ở chế độ đầy tải trong toàn bộ hành trình.